# Карађорђева црква у Тополи
Карађорђева црква у Тополи налази се у склопу Карађорђевог града. Црква је посвећена Рођењу Пресвете Богородице и припада Епархији шумадијској Српске православне цркве.
Саграђена је као задужбина Карађорђа Петровића, по угледу на српске средњовековне владаре.

## Историјат
Карађорђе Петровић вођа Првог српског устанка, обновитељ српске државе, по угледу на средњевековне српске владаре, подигао је своју задужбину, цркву Рођења Пресвете Богородице у свом престоном граду Тополи. Градња цркве је почела 1811. године и исте године су грађевински радови и завршени о чему сведочи ктиторски натпис изнад западног портала уклесан на каменој плочи. Завршни радови, патосање пода кеменом из Студенице, ентеријер, иконостас и живописи извођени су до јула 1813. године, што потврђује и натпис на олтарском зиду. Звона за цркву која су изливена у Београдској тополивници и постављена на Карађорђевој задужбини, била су прва звона која су се слободно, после више векова робовања под Турцима огласила у слободној Србији.
Непосредно по завршетку цркве, 1813. године дошло је до слома Првог српског устанка и почела је турска инвазија на Србију. До октобра исте године Србија је сва окупирана. Турци су тада цркву у Тополи запалили и оштетили. Фреске које су опстале углавном су дело устаничког војводе и изузетно храброг предводника српских јуриша Петра Николајевића Молера, грубо изгребане и од паљевине почађавеле, а иконостас који је урадио његов братанац, зограф Јанко Михаиловић Молер, је изгорео.

## О цркви
Карађорђева црква је грађена од ломљеног камена, омалтерисана је и данас окречена у бело. Уз западни портал подигнута је камена спратна кула-звонара, која је истовремено и једна од четири одбрамбене куле утврђеног Карађорђевог града.

### Унутрашњост цркве
У унутрашњости цркве се јасно издвајају просторне целине: на правоугаону припрату (нартекс) се надовезује средишњи простор (наос) са благим проширењима северне и јужне певнице, на које се иза иконостаса, према истоку, где се увек налази у православним црквама, складно наставља полукружни олтарски део са нишама, проскомидијом лево (северно) и ђакониконом десно (јужно). Посебно леп утисак остављају велики полукружни луци и масивни ступци у цркви.
Ктитор цркве Карађорђе Петровић саградио је за себе гробницу испред олтара. Када се Карађорђе након четири године изгнанства тајно вратио у Србију, убијен је по налогу Милоша Обреновића у Радовањском лугу 26. јула (по старом 13. јула) 1817. године. Након убиства његово тело је сахрањено на месту убиства, а одсечена глава однесена у Београд, а затим у Стамбол. Побожна Кнегиња Љубица је кумово тело пренела у његову задужбину у Тополу 1819. године, а следеће 1820. године Кнез Милош је саградио десно од улаза у цркву гробницу и преместио Карађорђево тело. Тек 1837. године Карађорђева глава је донета из Београда и сахрањена у цркви. Ту је почивао све до 1930. године када је пренет у Цркву Светог Ђорђа на Опленцу.

### Живопис
Из докумената Карађорђеве дворске канцеларије (Деловодни протокол) сазнајемо да је 1812. и 1813. године на живопису у цркви радило више мајстора, али га је дефинитивно уобличио, давши му свој печат, Петар Николајевић Молер (1775—1816). Молер је школован сликар, познат по радовима у више манастира у предустаничком периоду, па је по томе и добио надимак "Молер", од немачког: Малер — сликар. Сажимајући традиционалне иконографске садржаје са сликарским обрасцима који су доминирали у уметности 18. века на подручју Карловачке митрополије, Молер је, по оцени историчара уметности Бранка Вујовића, у живопису Карађорђеве цркве оставио своје највеће, најзрелије и најзначајније сликарско дело изузетне уметничке снаге и израза, а оно је, ван сумње, истовремено и најупечатљивије уметничко остварење, не само за време Карађорђа већ и у првим деценијама прошлог века у Србији.
У калоти куполе, што није тако често у српским црквама, насликана су, уместо Исуса Пантократора — Света Тројица (Бог Отац, Бог Син и Бели голуб као симбол Св. Духа). У горњем прстену испод калоте Молер је насликао осам шестокрилих серафима (анђели светлости), а у доњем прстену осам анђела са дугачким трубама, који свирају небеску литургију. У тамбуру, у просторима између прозора су Арханђео Господњи и седам пророка (Јеремија, Мојсије, Захарије, Исаија, Мелхиседек, Аврам и Данило), а у прстену тамбура је циклус слика о милосрдном Самарићанину. У олтарском простору су композиције: Богородица Оранта, Христово вазнесење и, у јужном делу, једанаест светитеља међу којима се поједностављеном лепотом истичу ликови св. Саве и Симеона Немање, српских светитеља, који придржавају врло упрошћену макету Светогорског манастира Хиландара.

## Обнова цркве
Народ је цркву обновио већ 1814. године, и у њој се без прекида обавља богослужење до данас. По доласку на српски престо Карађорђевог сина, кнеза Александра (владао 1842—1858), црква је поново обновљена. Кнез јој је даровао четири сребрна кандила (1843) седам црквених књига (1844) и иконостас који је урадио тада веома цењени сликар Димитрије Аврамовић (1846). После Првог светског рата Аврамовићев иконостас је пренет у цркву оближњег села Горња Трешњевица, а на његово место постављен је иконостас који су у дуборезу урадили мајстори из Дебра, надалеко чувени по свом умећу. Дуборезни иконостас, маштовита рукотворина дебарских уметника, с разиграним преплетом и копијама средњовековних икона, посебно је вредан драгуљ у Карађорђевој цркви. Премда скромних размера, црква је, како је уочено, била најлепши архитектонски објекат подигнут у првим деценијама прошлог века у Србији. Да би се ово разумело, треба имати у виду да је тада, а и још коју деценију касније, Саборна црква у Београду била — дрвена грађевина (црква брвнара). Карађорђева задужбинска црква је једнобродна грађевина, са основом у облику уписаног крста (блага крстаста основа). Кров је двосливни, покривен ћерамидом, над којим се уздиже витка купола, споља октогонална а изнутра полукружна. Купола је покривена храстовим дрветом ( шиндра, шимла, клис). Црква делује прилично рустично, али се одликује изузетно складним пропорцијама.
Иконостас у дуборезу радио је од 1926. године мајстор дуборезац Нестор Алексијевић. Био је то Србин из села Осоје у Дебранском срезу, чувени вештак са дрветом, који је 1913. године прешао у Бугарску где је усавршавао занат. Дошао је из Софије у Србију на позив краља Александра II Карађорђевића, одмах започео рад. Нестор је иначе био потомак Петра Филиповића Гарке и његове браће, који су резали иконостасе у цркви Св. Спаса у Скопљу и манастирима Св. Јована Бигорског и Св. Николе у Крушеву.

## Галерија
- Карађорђева црква
- Јужни део цркве
- Улаз у цркву